# Czyżyszki (gmina Bujwidze)
Czyżyszki (lit. Čižiškės) − wieś na Litwie, w rejonie wileńskim, 10 km na północny zachód od Bujwidzów, zamieszkana przez 16 ludzi.

## Historia
W dwudziestoleciu międzywojennym wieś leżąca w Polsce, w województwie wileńskim, w powiecie wileńsko-trockim, w gminie Niemenczyn. W 1931 miejscowość liczyła 33 mieszkańców, zamieszkałych w 6 budynkach.
Po II wojnie światowej w granicach Związku Sowieckiego. Od 1991 na niepodległej Litwie.